# Partschins
Partschins (italià Parcines) és un municipi italià, dins de la província autònoma de Tirol del Sud. És un dels municipis del districte de Burggrafenamt. L'any 2007 tenia 3.345 habitants. Comprèn les fraccions de Sonnenberg (Montesole), Quadrathöfe (Quadrato), Rabland (Rablà), Tabland (Tablà), Töll (Tel) i Vertigen (Vallettina). Limita amb els municipis d'Algund, Lana, Marling, Moos in Passeier, Naturns, Plaus, Schnals, i Tirol.

## Situació lingüística
| Pertinença lingüística (cens 2001) | 96,97% alemany |
| Pertinença lingüística (cens 2001) | 2,96% italià   |
| Pertinença lingüística (cens 2001) | 0,07% ladí     |

## Administració

Territori comunal

| Període | Identitat        | Partit |
| ------- | ---------------- | ------ |
| 2004-   | Robert Tappeiner | SVP    |